# Aéroport d'Osaka (Monorail d’Osaka)
Aéroport d'Osaka (大阪空港駅, Ōsakakūkō-eki) est une station du monorail d'Osaka située à Toyonaka, dans la préfecture d'Osaka au Japon. Elle dessert l'aéroport international d'Osaka.

## Situation sur le réseau
La station Aéroport d'Osaka marque le début de la ligne principale du monorail d'Osaka.

## Histoire
La station a été inaugurée le 1er avril 1997.

## Services aux voyageurs

### Accès et accueil
La station est ouverte tous les jours.

### Desserte
- Ligne principale :
  - voies 1 et 2 : direction Kadomashi